# Roberto Tognazzi
Roberto Tognazzi (Livorno, 1899 – Venezia, 1974) è stato un politico e avvocato italiano.

## Biografia
Eletto nel 1951 come consigliere. È stato dal 1955 al 1958, il quarto sindaco della Democrazia Cristiana di Venezia. Sostituì il medico Angelo Spanio, di cui fu Assessore alle finanze, dimessosi per problemi politici con il PSLI e per il contemporaneo coinvolgimento di un fratello in uno scandalo gestionale locale
Dopo che nel 1954 nella Democrazia Cristiana veneziana ci fu la vittoria di un gruppo di giovani di sinistra guidata da Vincenzo Gagliardi, affiancato da Wladimiro Dorigo che aveva in programma anche una timida apertura ai socialisti, Tognazzi si trovò a guidare l’esperienza politica che fu definita la "formula Venezia".
Questa fu una esperienza strettamente legata ai risultati del maggio 1956 alle elezioni comunali dove la DC ottenne 24 consiglieri, il PCI 13, il PSI 13, il PSDI 4, il MSI 3, il PLI 2, il PNM (Partito Nazionale Monarchico) 1 e quindi la DC e PSLI che non volevano allearsi con i partiti di destra concordarono un'astensione del PSI.
L'esperienza durò fino al 9 luglio 1958 perché, per la prima volta in Italia, il socialisti del PSI garantirono la governabilità con un voto di astensione senza essere presenti nella Giunta. Questa esperienza ebbe la dura opposizione del segretario nazionale DC Amintore Fanfani e del clero, guidato dal Patriarca di Venezia Angelo Giuseppe Roncalli.
Tutto finì quando il PSI chiese di entrare nella maggioranza. Tognazzi, pressato da Roma e dal Patriarca, dette le dimissioni. Fu sostituito solo per qualche mese da Armando Gavagnin, il quale però non riuscì a governare la città, provocando così l'arrivo del Commissario prefettizio fino alle elezioni del 1960.
Negli anni successivi fu anche presidente dell'Ospedale al Mare del Lido di Venezia.